# Liste der Kulturdenkmäler in Bengel (Mosel)
In der Liste der Kulturdenkmäler in Bengel sind alle Kulturdenkmäler der rheinland-pfälzischen Ortsgemeinde Bengel aufgeführt. Grundlage ist die Denkmalliste des Landes Rheinland-Pfalz (Stand: 10. August 2023).

## Denkmalzonen
| Bezeichnung                                           | Lage                                         | Baujahr | Beschreibung | Bild                           |
| ----------------------------------------------------- | -------------------------------------------- | ------- | --- | ------------------------------ |
| Denkmalzone Augustiner-Chorherrenstift Springiersbach | nördlich des Ortes (Karmelitenstraße 2) Lage | ab 1127 | heute Karmeliterkloster - Kirche St. Abrunculus; Säulenbasen des Gründungsbaus, 1127–36, pilastergegliederter Saalbau, 1769–72; - vierflügelige Klosteranlage: Ostflügel 1680, Wiederaufbau nach Brand von 1940, Nordflügel 1720; ehemaliges Abtshaus, 1629; Rokokoportal der ehemaligen Gerberei; - Kreuzigungsbildstock, bezeichnet 1691 | weitere Bilder Fotos hochladen |

## Einzeldenkmäler
| Bezeichnung                          | Lage                                                   | Baujahr                            | Beschreibung | Bild                           |
| ------------------------------------ | ------------------------------------------------------ | ---------------------------------- | --- | ------------------------------ |
| Wegekreuz                            | Moselstraße, bei Nr. 14 Lage                           | zweite Hälfte des 18. Jahrhunderts | Schaftkreuz in spätbarocken Formen, Rotsandstein | BW                             |
| Katholische Pfarrkirche St. Quirinus | Trierer Straße 2 Lage                                  | 1901/02                            | neuspätgotische Hallenkirche, 1901/02 | weitere Bilder Fotos hochladen |
| Wirtschaftsgebäude                   | Trierer Straße, hinter Nr. 8 Lage                      | Anfang des 20. Jahrhunderts        | eingeschossiges, aufwendig gestaltetes Wirtschaftsgebäude (Fabrikationshalle, Werkstatt?), Anfang des 20. Jahrhunderts | BW                             |
| Wegekreuz                            | Zum Wiesental, bei Nr. 22 Lage                         | um 1700                            | Schaftkreuz, um 1700 (?) | BW                             |
| Springiersbacher Hof                 | südlich von Kloster Springiersbach Lage                |                                    | ehemaliger Wirtschaftshof; Massivbau, später um vier Achsen erweitert | Fotos hochladen                |
| Springiersbacher Mühlen              | südöstlich von Kloster Springiersbach an der B 49 Lage | ab 1731                            | nahe der Alf zwei Mühlen mit Mühlenteich und Gräben: - ehemalige Klostermühle; Krüppelwalmdachbau, bezeichnet 1731, Mühlentechnik - Ölmühle: Ende des 19. Jahrhunderts, Mühlentechnik - Sockelkreuz, Sandstein, bezeichnet 1767, Kreuz um 1850 | Fotos hochladen                |